# Sissel Tolaas
Sissel Tolaas, née le 21 juin 1961 à Stavanger (Norvège), est une artiste et chercheuse norvégienne connue pour son travail sur l'odorat.

## Liminaire
Sissel Tolaas, née à Stavanger, en Norvège, et vivant à Berlin, a une formation en chimie, mathématiques, linguistique, langues et art ; elle a étudié aux universités d'Oslo, Varsovie, Moscou, Saint-Pétersbourg et Oxford.

## Recherche sur l'odorat
Sissel Tolaas étudie divers aspects liés aux senteurs. Elle a commencé à étudier son importance en 1990, notamment à travers l'art et le design. À cette époque, elle développe une « archive olfactive » dans plus de 7 000 bocaux hermétiques. En janvier 2004, Tolaas crée le Smell Research Lab Berlin pour l'odorat et la communication/langage, soutenu par International Flavors and Fragrances (IFF). Ses recherches ont été reconnues grâce à de nombreuses bourses, distinctions et prix nationaux et internationaux.
Tolaas a fondé l'Institut des odeurs fonctionnelles en 2010, qui se concentre sur la santé, l'éducation et le bien-être. En 2016, Tolaas est membre fondateur de Future of Education, une collaboration avec l'Université technique de Nanyang à Singapour et la Future Education Platform de Berlin.

## Coopération

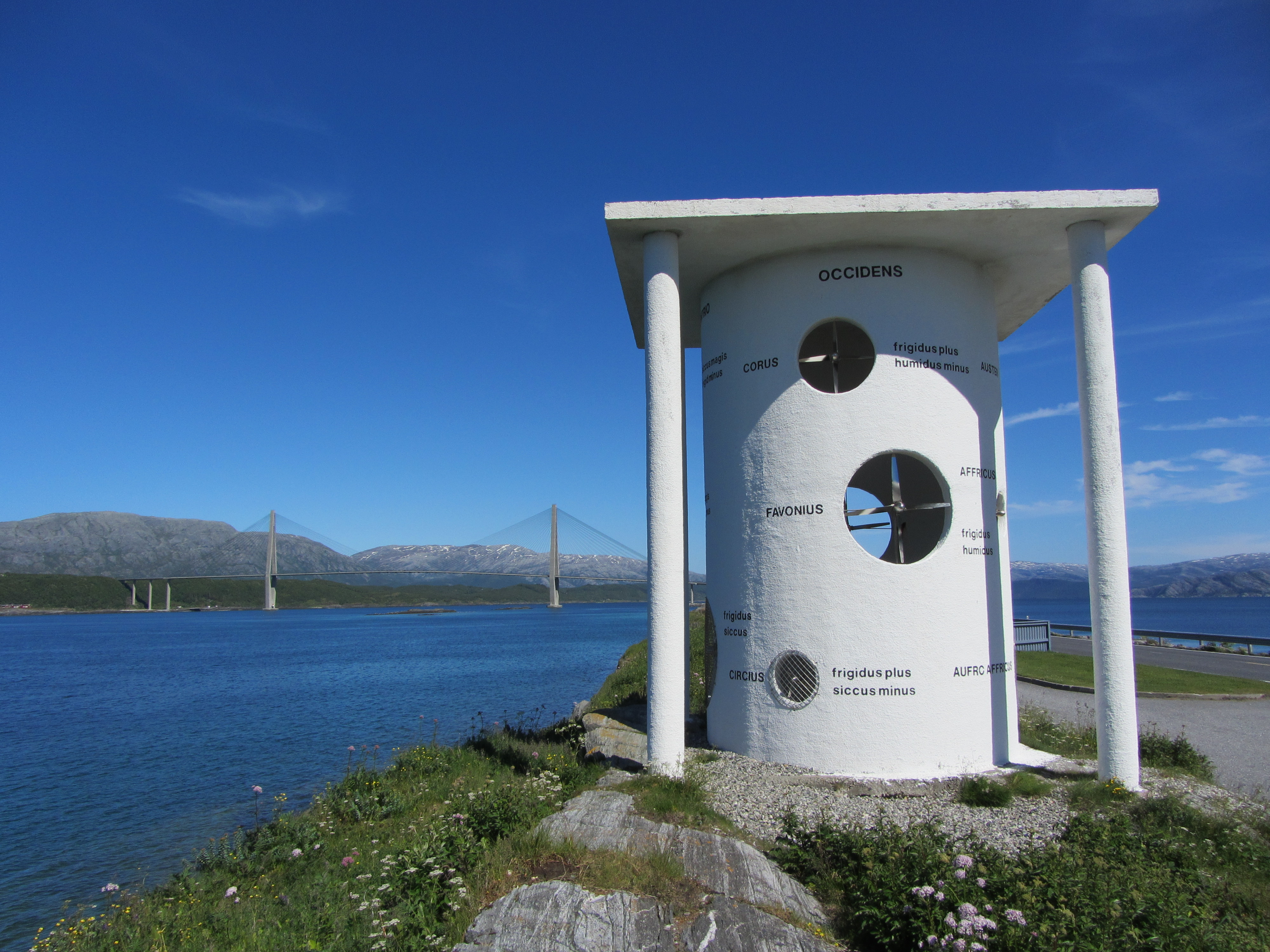
Vindenes hus (1994), installation de Sissel Tolaas à Alstahaug, collection Skulpturlandskap Nordland.

Sissel Tolaas travaille avec de nombreuses entreprises et institutions, et participe à des colloques et conférences à l'échelle internationale. Ses projets et recherches ont été présentés pour des institutions telles que TED Global, États-Unis ; Interactive Africa/Design Indaba, Afrique du Sud ; Ce que le design peut faire, Hollande et Brésil ; Festival mondial des sciences, New York ; Congrès mondial de biologie synthétique, université Stanford ; Documenta 13, Kassel, Allemagne ; MoMA New York ; MoMA San Francisco ; Fondation Cartier, Paris ; Galerie Serpentine, Londres ; Gare de Hambourg, Berlin ; Galerie Tate, Liverpool ; Biennale de Venise ; Biennale de Kochi ; Biennale de Liverpool ; Biennale de São Paulo ; Musée national d'art de Chine à Pékin ; Musée Cooper-Hewitt, New York, musée d'Art Minsheng, Shanghai ; Institut d'art de Chicago ; Biennale d'architecture 2015, Shanghai ; Time Museum Guangzhou, Festival international de la mode d'Édimbourg 2012, Louisiana Museum, Danemark.

## Récompenses et distinctions
- Prix CEW 2014 de New York pour la chimie et l'innovation[13]
- Prix de la Fondation Rouse 2009 de la Harvard University Graduate School of Design
- Mention honorifique à l'ArsElectronica 2010 à Linz, Autriche[14]
- Prix 2010-2011-2012-2014 de biologie synthétique/esthétique synthétique des universités de Stanford et d'Édimbourg
- Résidence à la Harvard Medical School[15].